# Lions Air

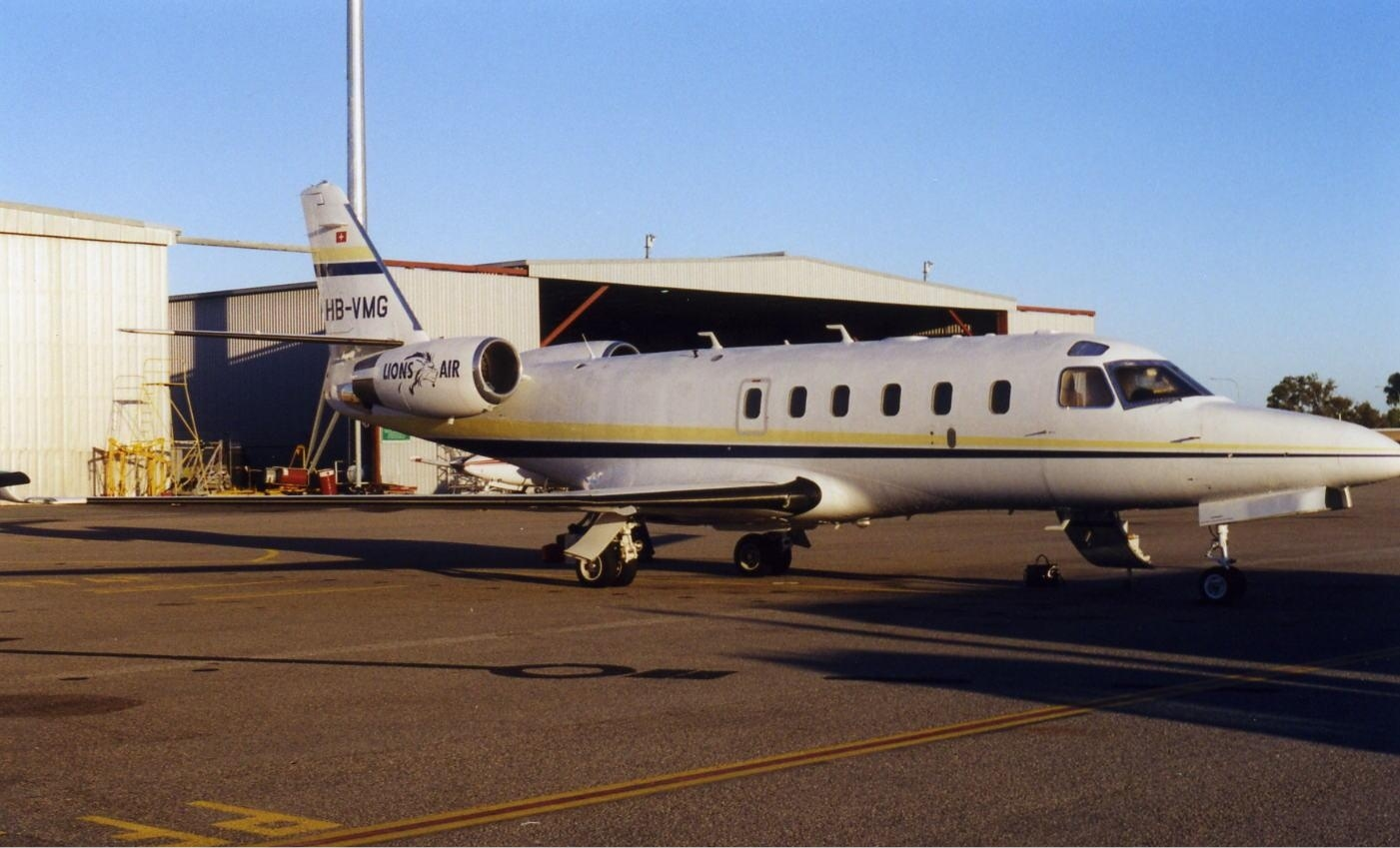
IAI Astra авіакомпанії Lions Air в аеропорту Перта, 2000 рік

Lions Air — швейцарська авіакомпанія зі штаб-квартирою в Цюриху, яка працює в сфері чартерних та бізнес-перевезень по країні і за її межами.
Портом приписки перевізника є аеропорт Цюриха.

## Історія
Авіакомпанія була заснована в 1986 році пілотом цивільної авіації Юргом Флейсхманном.
У червні 2005 року планувала взяти в лізинг літаків McDonnell Douglas MD-80 для відкриття чартерних рейсів між Цюрихом, Приштиною, Сараєво і Скоп'є, проте рік потому відмовилася від цих планів.
У липні 2007 року штат авіакомпанії налічував 30 співробітників.

## Флот
У серпні 2010 року флот авіакомпанії налічував Lions Air такі повітряні судна:
- Pilatus PC-12 — 2 од.